# Brzezienko
Brzezienko (prononciation : [bʐɛˈʑɛnkɔ]) est un village polonais de la gmina de Wąsewo dans le powiat d'Ostrów Mazowiecka de la voïvodie de Mazovie dans le centre-est de la Pologne.
Il se situe à environ 21 kilomètres au nord-ouest d'Ostrów Mazowiecka (siège du powiat) et à 86 kilomètres au nord-est de Varsovie (capitale de la Pologne).
Le village compte approximativement une population de 140 habitants en 2008.

## Histoire
De 1975 à 1998, le village appartenait administrativement à la Powiat d'Ostrów dans la voïvodie d'Ostrołęka.